# Sharon (Georgia)
Sharon es una ciudad ubicada en el condado de Taliaferro en el estado estadounidense de Georgia. En el año 2000 tenía una población de 105 habitantes.

## Geografía
Sharon se encuentra ubicada en las coordenadas 33°33′31″N 82°47′38″O / 33.55861, -82.79389 (33.558724, -82.793784).
Según la Oficina del Censo, la localidad tiene un área total de 2 km² (0,8 mi²), de la cual 2 km² (0,8 mi²) es tierra y 0 km² (0 mi²) (0.00%) es agua.

## Demografía
Según la Oficina del Censo en 2000 los ingresos medios por hogar en la localidad eran de $19,167, y los ingresos medios por familia eran $17,500. Los hombres tenían unos ingresos medios de $24,375 frente a los $12,083 para las mujeres. La renta per cápita para la localidad era de $10,519. 